# John Munroe Longyear
John Munroe Longyear (15. april 1850 – 28. maj 1922) var en amerikansk entreprenør der ejede meget jord i USA, hvorfra han udvandt mineraler og drev skovbrug. Han var hovedaktionær i Arctic Coal Company med hovedkontor i Boston. Selskabet drev minedrift på Svalbard og oprettede i 1906 en by ved Adventfjorden på øen Spitsbergen til omkring 500 indbyggere. Den blev døbt Longyear City, nu kendt som Svalbards hovedby Longyearbyen. 
Han blev født i Lansing, Michigan. Longyear var borgmester i Marquette, Michigan i perioden 1890-1891. I 1904 grundlagde han Arctic Coal Company sammen med Frederik Ayer og flere andre mindre aktionærer. John Munroe Longyear var hovedaktionær i selskabet. Longyear kom til Svalbard i 1901 for at studere mulighederne for at etablere og drive kulminer på arkipelaget og primært på Spitsbergen, og købte Tronhjem Spitsbergen Kulkompani i 1904. Store Norske Spitsbergen Kulkompani blev etableret i 1916 og begyndte at opkøbe ejendomme i Longyear City. Senere samme år købte det norske konsortium alle Arctic Coal Companys aktiver på Spitsbergen, og Longyear forlod Svalbard. 
John Munroe Longyear var gift med Mary Beecher Longyear (1851 – 1931), der blandt andet grundlagde Longyear Museum. Longyear døde i 1922 som 72 årig i Brookline, Massachusetts, USA. 